# Bitso
Bitso (legalmente Bitso, S.A.P.I. de C.V.) comenzó sus operaciones como empresa privada de servicios financieros impulsados por cripto líder en Latinoamérica. Actualmente, cuenta con operaciones locales en Argentina, Brasil, Colombia, los Estados Unidos y México; en donde a través de su plataforma facilita la compra, venta, intercambio y tenencia en criptomonedas, entre otros servicios como pagos, ahorro e inversiones. Además, brinda servicios de  tecnología basada en blockchain para empresas que permitan realizar transacciones como hacer o recibir pagos de proveedores, automatizar operaciones, entre otras. Fue fundada el 23 de enero de 2014 por Ben Peters y Pablo González en la Ciudad de México, con la incorporación de Daniel Vogel en 2015 como socio igualitario. Es la primera plataforma de criptomonedas de Latinoamérica en regularse y la sexta a nivel mundial en obtener una licencia de la Comisión de Servicios Financieros de Gibraltar (GFSC por sus siglas en inglés). Esta plataforma cuenta actualmente con más de ocho millones de clientes en Latinoamérica y más de 1,700 clientes empresariales a nivel mundial.
Actualmente, Bitso tiene dos divisiones de negocio enfocadas en retail y en negocios (B2B) en donde ofrece servicios financieros e infraestructura tecnológica para conectar  empresas y personas en Latinoamérica con el resto del mundo, entre los que destacan: su app móvil, desarrollada para una experiencia de transacciones cripto sencilla, segura e intuitiva; y Bitso Alpha, plataforma de trading, y la división de negocios con transferencias internacionales, dispersión de pagos, entre otros.
Actualmente, cuenta con mercados directos a pesos mexicanos (CRIPTO/MXN), mercados directos a pesos argentinos (CRIPTO/ARS), mercados directos a pesos colombianos (CRIPTO/COL), mercados directos a (reales brasileños (CRIPTO/BRL), mercados directos a dólares estadounidenses (CRIPTO/USD) y mercados frente a Bitcoin (CRIPTO/BTC).
Entre las criptomonedas ofrecidas en la plataforma se encuentran Bitcoin, Ethereum, y Ripple, entre otras.
Hasta el momento, Bitso ha incorporado las redes de Capa 2 (Layer 2) Arbitrum, Polygon PoS y Optimism.

## Regulación

### Licencia GFSC de Gibraltar
Gibraltar es un territorio pionero en la creación de leyes relativas a las criptomonedas y al ecosistema blockchain, el cual pertenece a Reino Unido y se ubica en un extremo de la península ibérica.
En julio de 2019, Bitso informó sobre la obtención de la Licencia Distributed Ledger Technology Regulatory Framework de la Comisión de Servicios Financieros de Gibraltar (GFSC, por sus siglas en inglés). Los alcances que la empresa comunicó, se refieren al servicio de criptomonedas que ofrecen a sus usuarios, lo que incluye la custodia, así como la compra, el envío y retiro de criptomonedas, actividades que a partir del 1 de agosto de 2019, ya se encuentran reguladas por este marco regulatorio en Gibraltar.
Sobre esta licencia, cabe resaltar que el equipo regulador de Gibraltar formuló un sistema de nueve principios que regulan a empresas del sector, principios que priorizan el cuidado a los clientes y la seguridad de los sistemas y fondos, con un enfoque prescriptivo y no descriptivo.

### Ley Fintech Mexicana
Las Fintech son startups (empresas emergentes) que brindan servicios financieros mediante el uso e implementación de la tecnología y para ello se valen de páginas web, aplicaciones y redes sociales con el fin de agilizar y simplificar su proceso de atención.
Entre los servicios que estas empresas ofrecen destacan: micromecenazgo (financiamiento colectivo), compra - venta de activos virtuales (criptomonedas), gestión de finanzas personales y empresariales, entre otras.
Derivado del crecimiento de estas empresas, el Gobierno Mexicano, a través de la Secretaría de Hacienda y Crédito Público (SHCP), sus autoridades financieras y otros actores, trabajaron en el desarrollo de la Ley para Regular las Instituciones de Tecnología Financiera, más conocida como Ley Fintech.[cita requerida]
Como resultado de un largo trabajo, el 8 de marzo de 2018 se firmó la Ley Fintech, misma que fue publicada en el Diario Oficial de la Federación el 9 de marzo.
La reglamentación de este sector colocó a México a la vanguardia en términos de normatividad y lo consolidó como un país pionero en el tema.[cita requerida] Se prevé que de ahora en adelante se denominen Instituciones de Tecnología Financiera (ITF) a las startups que sean autorizadas para dicha operación.[cita requerida]

“Al final lo que brinda esta regulación es confianza y certeza a los usuarios de servicios financieros, que la gente no tenga miedo y que sepan que hay autoridades que los protegen, por otro lado también mitiga los riesgos ante los delitos de lavado de dinero.” Isabel Dharanee Vázquez Menchaca, Directora General de GMC360.

Otros países que también tienen políticas regulatorias en marcha son: Países Bajos, Abu Dhabi, Canadá, Reino Unido, Malasia, Australia, Singapur y Hong Kong.
Actualmente[¿cuándo?] Bitso es una Institución de Fondo de Pago Electrónico (IFPE) según la Ley Fintech.[cita requerida]

## Reconocimientos
- El director general de Bitso, Daniel Vogel, fue reconocido junto con otros jóvenes con el premio Innovadores Menores de 35 México, en noviembre del 2016, por parte de la revista MIT Technology Review en español.[11]

- A principios de 2019, Bitso es reconocido como uno de los 20 Exchanges de criptomonedas más seguros a nivel mundial y el más seguro de América Latina, en el estudio realizado por la Agencia ICO Rating y donde se evaluaron 135 plataformas a nivel mundial.[12]

- El marzo de 2019, Bitso fue reconocido como uno de los mejores lugares para trabajar en México, en el premio brindado por WeWork, Expansión y Top Companies, en su ranking Súper Espacios de Trabajo 2019.[13]

- Durante abril de 2019, el equipo Legal de Bitso es reconocido por The Legal 500 en el ranking GC Powerlist - Mexico Teams 2019;[14] como un equipo innovador y experto en el mercado de monedas digitales y la industria Fintech en general, pues en conjunto han implementado cambios en la práctica enfocada al sector, en respuesta a la Ley Fintech promulgada en 2018.

- En septiembre de 2019, Bitso fue reconocida como una de las 10 empresas emergentes más destacadas para trabajar ahora en México en el primer ranking de este tipo que LinkedIn realizó en México: LinkedIn Top Startups 2019. En esta lista se incluyó a aquellas startups que crecen rápidamente, revolucionan los distintos sectores en los que se desempeñan, cambian las preferencias laborales de los candidatos alrededor del mundo y, a menudo, alteran la forma en la que se vive y trabaja.[15]

- En febrero de 2020, se dio a conocer el ranking Best Place to Code 2020, iniciativa impulsada por Software Guru, para reconocer a las empresas que se esfuerzan por brindar las mejores condiciones de trabajo posibles para quienes se desempeñan en las áreas de software y tecnología de información, en donde Bitso obtuvo el segundo lugar.
- Daniel Vogel fue incluido entre los 300 Líderes más influyentes de México[16] de la revista mensual enfocada en empresarios y personalidades del país, Líderes Mexicanos, en su categoría de Empresarios, en la publicación de julio de 2022.
- En octubre de 2022, Emilio Pardo, en ese entonces director general de Bitso Colombia, fue seleccionado como uno de los mejores gerentes generales por la Revista Gerente, dirigida al ámbito empresarial e industrial del país.
- En junio de 2022, Bárbara González Briseño, directora general de Bitso México, fue reconocida como una de las 200 mujeres más importantes de México por la revista Mujer Ejecutiva,[17] dada su relevancia como CFO global de la compañía, así como su liderazgo en la oficina de México.
- La revista Expansión colocó a Bárbara González Briseño entre las 100 Mujeres más poderosas[18] de los negocios en México, en su edición 2023.
- En mayo de 2021, Bitso obtiene la categoría de unicornio al llegar a los 2,200 millones de dólares en valuación,[19] respaldada por inversionistas globales.

## Casos de usos de criptomonedas
Compras por internet, envío de remesas, pago de servicios y alternativa de inversión son algunos de los usos que cada vez más personas le dan a las criptomonedas.
De acuerdo con el último The Geography of Cryptocurrency Report de 2023 de Chainalysis, los países latinoamericanos con mayor adopción de cripto son Brasil (en el 9.º lugar), Argentina (en el 15.º puesto) y México (en el 16.º) dentro del Top 20; seguidos de Colombia (32.º), Venezuela (40.º) y Ecuador (43.º) y Perú (49.º) dentro del Top 50.
Por otra parte, el valor de las criptodivisas recibido en América Latina entre julio de 2022 y junio de 2023 representa el 7,3 % del total a nivel del mundo. Destaca el uso de cripto como medida frente a la devaluación y la inflación, aunque se han diversificado sus usos de acuerdo con las necesidades de los distintos territorios, en donde también destaca la posibilidad de enviar transferencias a otros países. En 2023, las operaciones de la división de Bitso Business alcanzaron un volumen anual de 8 mil millones de dólares a nivel global.
Bitso ha centrado esfuerzos importantes en promover los diversos casos de uso de las criptomonedas a través de foros y presentaciones, además de implementar servicios de transferencia de fondos electrónicos como Bitso Transfer, una funcionalidad de la aplicación de Bitso que sirve para enviar pesos o criptomonedas sin comisiones y de manera inmediata a cualquier cliente de Bitso en cualquier lugar del mundo.

## Campañas de donación con criptomonedas en México

### Campaña de donación a raíz del terremoto de Puebla en 2017
El terremoto de 7.1 Mw con epicentro en el Estado de Puebla que ocurrió el 19 de septiembre de 2017, dejó cuantiosos daños en los estados del centro del país, a lo que algunas firmas independientes han cifrado las pérdidas entre US$4.000 y US$8.000 millones. Principalmente dejó más daños en la Ciudad de México, ya que es la entidad donde se concentró el mayor número de víctimas mortales debido a la densidad de población y la estructura del subsuelo que amplifica las ondas sísmicas.
La campaña #BitcoinAyudaAMéxico se había abierto luego del terremoto de Chiapas de 2017, cuando tuvieron una respuesta por parte de los usuarios, donando 124 mil pesos a la Cruz Roja, un día antes del segundo sismo. Por esta situación, Bitso decidió alargar la campaña de donativos por cuatro semanas más, explicando que ellos aportarían el equivalente al 50 por ciento de los donativos que se hicieran siete días después del terremoto, para luego continuar con tres semanas de donativos. Hasta el 24 de septiembre, la campaña había recaudado un millón 223 mil 688 pesos, producto de 324 donaciones en tres diferentes monedas digitales.

### Campaña de donación Donadora, Epic Queen y Bitso
Solo una de cada cinco mujeres en todo el mundo cuenta con un puesto en informática, y sólo el 6 % de los roles de liderazgo en el sector tecnológico son ocupados por las mismas. Debido a esto es que surgió la alianza entre Donadora, Epic Queen y Bitso, con el objetivo principal de motivar la participación de mujeres y niñas en temas de ciencia, tecnología, ingeniería y matemáticas; y también posicionó a Donadora y Bitso como las primeras empresas en fomentar donaciones a través de criptomonedas en América Latina.
Esta campaña se lanzó el 8 de marzo de 2019 en el marco del Día Internacional de la Mujer. Se alojó en la plataforma de Donadora, donde se pudieron observar videos e imágenes del impacto de estas donaciones.

### Campaña de donación a Cruz Roja para damnificados de Huracán Otis
Luego de los daños provocados por el Huracán Otis en el estado de Guerrero, en México, Bitso organizó una campaña para que su población usuaria ofreciera donaciones a través de sus cuentas en Bisto, las cuales fueron duplicadas por la compañía, para presentarlas a la Cruz Roja Mexicana y apoyar la importante labor que realiza la organización para la recuperación de los ciudadanos de la zona.

## Patrocinios
- En noviembre de 2021, Club Tigres anunció que Bitso se convirtió en patrocinador de la agrupación de fútbol con sede en Monterrey. En ese momento, ambas instituciones dieron a conocer que la alianza refuerza valores compartidos como accesibilidad, inclusión, comunidad, e innovación.
- En enero de 2022, la Federación Mexicana de Fútbol presentó a Bitso como el nuevo patrocinador de la Selección Nacional de México, en una alianza que ofrece oportunidades de vinculación a la afición con la Selección a través de cripto, a la vez de inspirar y empoderar a usuarios y usuarias, para fomentar el acceso a la tecnología e innovación.
- También en enero de 2022, Bitso dio a conocer el trabajo conjunto con el São Paulo Futebol Clube (SPFC), el cual como resultado de un patrocinio especial, permite a los más de 20 millones de aficionados el adquirir boletos a través de criptomonedas, con la confianza y seguridad de la compañía, que se convirtió en la primera patrocinadora del sector cripto para el club de fútbol de São Paulo.